# Bogáti-Hajdú-villa
A Bogáti-Hajdu villa a 19. század végén épült vadászkastély Budapest XVII. kerületében, Rákoscsabán.

## Története
Az épületet Bogáti-Hajdu Imre táblabíró emeltette az akkor még önálló település Rákoscsaba határában valamikor az 1890-es években, eredetileg romantikus stílusban, amit neogótikus elemekkel díszítettek.
A villa egy akkoriban mocsaras, süppedős talajra épült, ezért a Loire-völgyi francia kastélyok mintájára a házat lábakra helyezték.
A kialakítása okán „süllyedő kastély” becenévvel illetett épületet a második világháborút követően államosították, miközben állaga a karbantartás hiánya miatt gyors romlásnak indult. A szimmetriatengelyben a főhomlokzat elé ugró csúcsíves-árkádos előcsarnok és az emeleti terasz valamint az oldalszárnyak attikafalai is elbontásra kerültek, mielőtt az 1960-as évek elejére teljesen elhagyatottá nem vált. Ennek ellenére főbb építészeti elemei és tagozatai ekkor még megvoltak.

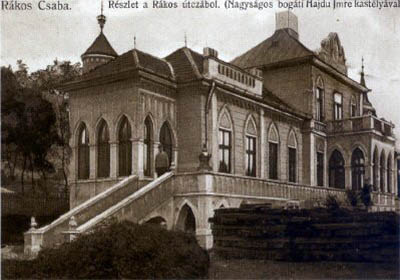
A villa a 20. század legelején

1965-ben aztán a Budapesti Várostervezési Intézet tervei alapján teljesen „felújították”, melynek következtében maradék stílusjegyeit is elvesztette; a délnyugati négyzetes tornyot elbontották, hasonlóan a hátsó homlokzat tornyaihoz, a középrizalit pártázatos attikájához vagy a terasz és a külső lépcsők falazott mellvédjéhez. Több ablakot is befalaztak, a tető kovácsoltvas díszeit is lebontották, a homlokzati vakolatarchitektúrát szinte teljesen megsemmisítették és az épületet egyszerűen fehérre festették. A radikális külső átalakításhoz radikális belső átépítés is társult, a belső tereket úgy formálták át, hogy abból három, komfort nélküli szociális lakást alakítottak ki.
Noha a villa azóta gyakorlatilag folyamatosan lakott volt és a rendszerváltás után is az maradt, a házhoz „felújítás” óta alig nyúltak, így az általános műszaki állapota az eltelt több, mint negyven év alatt újra erősen leromlott, amivel a benne élők sem sokat törődnek.
Az épület fővárosi helyi védettség alatt áll. A rendszerváltás után Rákosmente Önkormányzatának tulajdonába került és máig is önkormányzati tulajdonban áll a benne található lakásokkal együtt.